# The Answer Is Always Yes
The Answer Is Always Yes è il terzo album in studio della cantautrice australiana Alex Lahey, pubblicato nel 2023.

## Tracce
- Edizione Standard

1. Good Time – 3:11 (Alex Lahey, Jacknife Lee)
2. Congratulations – 2:50 (Lahey, Bradley Hale)
3. You'll Never Get Your Money Back – 3:07 (Lahey, Jenny Owen Youngs, Jess Abbott)
4. The Sky Is Melting – 4:06 (Lahey, Ali Barter, Oscar Dawson)
5. On the Way Down – 3:35 (Lahey, Dawson)
6. Makes Me Sick – 4:04 (Lahey, Sean Kennedy)
7. Shit Talkin' – 3:19 (Lahey, John Mark Nelson)
8. Permanent – 3:33 (Lahey, Suzy Shinn)
9. They Wouldn't Let Me In – 2:43 (Lahey, Chris Collins)
10. The Answer Is Always Yes – 4:25 (Lahey, Jonny Shorr)

- Tracce Bonus Edizione Estesa

1. It Doesn't Matter Anymore – 3:12 (Lahey, Christian Lee Hutson, Paul Daniel Cherewick)
2. Newsreader – 3:39 (Lahey, Hutson, Youngs)
3. When the Rain Comes Down – 3:49 (Lahey, Youngs, Abbott)